# Grupo Lala
Grupo Lala ist ein mexikanisches Milchunternehmen mit Sitz in Gómez Palacio, Durango.

## Geschichte
Im Jahr 1949 wurde in Torreón, Coahuila, Pasteurizadora Laguna (rechtlich „Unión de crédito de productores de leche de Torreón“) gegründet. Bis zum Jahr 1950 gründeten sie ihre erste Pasteurisierungs- und Vertriebsanlage für Milchprodukte.
Im Jahr 1985 gründeten sie mit ihrem nationalen Wachstum in Mexiko die Fundación Lala, die Grundressourcen in marginalisierte Gebiete Mexikos verteilt. Für 1987 wurde in Torreón, Coahuila, die erste Anlage zur Ultrapasteurisierung gebaut. Im Jahr 1989, nach den Maßnahmen der mexikanischen Regierung zur Beseitigung der Adipositas, gründeten sie Maratón Lala.
Nach der Veröffentlichung von Vereinbarungen zur Verringerung des Klimawandels der Vereinten Nationen wurde 1997 die erste Tecnopack-Verpackungsfabrik gebaut.
Im Jahr 2003 haben sie die mexikanische Molkerei Nutri-Leche erworben. Im Jahr 2007 gründeten sie das Instituto Lala, das gesunde Lebensweisen und Essgewohnheiten sowie die Prävention chronischer Krankheiten fördert und erforscht. Im Jahr 2008 erwarben sie das kolumbianische Pasteurisierungsunternehmen Foremost und gründeten im selben Jahr Universad Lala, eine Hochschule mit derzeit rund 50 Einrichtungen.
Für 2011 gründete sie ihr erstes Forschungs- und Entwicklungszentrum in Torreón. Im Jahr 2013 begann sie, Aktienangebote an der Bolsa Mexicana de Valores (BMV) zu veröffentlichen. Für 2014 erwarb sie das nicaraguanische Unternehmen Eskimo. Im Jahr 2015 trat er dem Sustainable IPC der Bolsa Mexicana de Valores bei, eröffnete seine erste Fabrik im Ausland in Nicaragua und erhielt den National Agrifood Award.
Für 2016 hat sie die nicaraguanische Firma La Perfecta erworben und strategische Allianzen mit Coopeleche und Fifco in Costa Rica eingegangen. Im selben Jahr gründen sie ihre ersten drei Fabriken in den Vereinigten Staaten. Für 2017 eröffnet es sein Global Services Center in Gómez Palacio, Durango, und baut in Tizayuca sein erstes Zentrum für Wursttechnologie und Innovation. Im selben Jahr erwarb sie das brasilianische Unternehmen Vigor.

## Marken
- Lala
- Yomi Lala
- Peti Zoo
- Bio4
- Lalacult
- Nutri Leche
- Los Volcanes
- Monarca
- Mileche
- Boreal
- Break
- Bio Balance
- Siluette
- Natural'es
- Las Puentes
- Borden
- Bell (Lala has a minority stake)
- Vigor

### Vereinigte Staaten von Amerika
- Borden (Texas, Louisiana)
- Coburg Dairy (South Carolina)
- Cream O'Weber (Utah)
- Dairy Fresh (Louisiana, Alabama, Mississippi)
- Dairymens (Ohio)
- Farmland (New Jersey)
  - Clinton
  - Special Request
  - Welsh Farms
- Flav-O-Rich (Kentucky)
- Gilsa Dairy (Nebraska)
  - Frusion
  - La Creme
- Goldenrod (Kentucky)
- Meyer Dairy (Cincinnati)
- Promised Land (Texas)
- Sinton's (Colorado)
- Velda Farms (Florida)

## Fabriken
- Tijuana
- Torreón
- Monterrey
- Guadalajara
- Mexiko-Stadt
- Irapuato
- Mazatlán
- Veracruz
- Acapulco